# Kalanchoeae
Kalanchoeae es una tribu de plantas de la familia Crassulaceae. Comprende los siguientes géneros.

## Géneros
- Adromischus Lem.
- Bryophyllum Salisb. =~ Kalanchoe Adans.
- Cotyledon
- Cotyliphyllum Link = Cotyledon L.
- Kalanchoe Adans.
- Kitchingia Baker = Kalanchoe Adans.
- Tylecodon Toelken